# Greasy Hair Makes Money
Greasy Hair Makes Money è un album degli Snuff pubblicato nel 2004.

## Tracce
1. The Sound of rhe Underground – 2:49
2. A Lovers Concerto – 3:27
3. Song to the Siren – 2:56
4. You're a Big Girl Now – 4:43
5. Bye Bye Blackbird – 2:47
6. O Sakana Tengoku – 2:43
7. Planet Rock – 1:51
8. Let the Music Play – 4:34
9. Rokko Oroshi – 3:38

## Formazione
- Duncan Redmonds - voce, batteria
- Loz Wong - chitarra
- Lee Batsford - basso
- Dave Redmonds - trombone
- Lee Murphy - hammond